# Dvojitozubci
Dvojitozubci (Diprotodontia) jsou největším řádem podtřídy vačnatců (Marsupialia), v deseti čeledích obsahuje 117 druhů. Jsou diprotodontní, to znamená, že jim na spodní čelisti převládá jeden pár řezáků, v ojedinělých případech může být přítomen i druhý pár. V horní čelisti má naprostá většina dvojitozubců tři páry řezáků. Výjimku tvoří čeleď vombatovitých, u kterých se vyskytuje pouze jeden pár těchto řezáků. Dolní špičáky zcela chybějí všem druhům, zatímco horní žádnému. Horní špičáky bývají různého tvaru: od nízkých a rovných až po zahnuté s mnoha ostrými hranami. Navíc jsou dvojitozubci syndaktylní, to znamená, že mají druhý a třetí prst na předních končetinách srostlý.

## Evoluce a hlavní znaky
Syndaktylie není příliš běžná vlastnost (ačkoliv australští všežraví vačnatci ji sdílejí) a často je vykládána jako adaptace na doslova horolezecký styl života. Mnoho moderních dvojitozubců je však striktně pozemních, a tudíž mají další znaky, které odpovídají tomuto životnímu stylu. To trošku komplikuje historii stromových klokanů. Zdá se, že původně žili na stromech, ale někdy v dávné minulosti slezli ze stromů a přešli k pozemnímu způsobu života a díky tomu se jim vyvinula typická dlouhá klokaní tlapa, aby se nakonec zase vrátili zpět na stromy, díky čemuž se jim opět začala zkracovat a rozšiřovat zadní tlapa.
Skoro všichni dvojitozubci jsou býložravci. Některé druhy se druhotně vrátily k původní hmyzožravosti nebo i všežravosti. Vyhynulý pleistocenní „vačnatý lev“ Thylacoleo carnifex však byl dravý, s hmotností kolem 70 kg byl vůbec největší známý dravý vačnatec v Austrálii.

## Výskyt
Dvojitozubci se vyskytují výhradně na území Australasie. Nejranější fosílie se datují do pozdního oligocénu. Ale je jisté, že jejich původ je dřívější, což naznačuje velká různorodost dvojitozubců v tomto období. Navíc v záznamech australských fosílií jsou velké mezery a v případě Nové Guiney žádné záznamy v podstatě neexistují.
Mnoho největších a nejméně mrštných dvojitozubců vyhynulo poté, co lidé poprvé přijeli do Austrálie před přibližně 50 000 lety. Možná jako přímý důsledek lovu, ale pravděpodobnější je, že je zahubila změna prostředí způsobená lidskou aktivitou. Hlavním důvodem by mohl být přínos ohně.